# Pheidole philippi
Pheidole philippi är en myrart som beskrevs av Carlo Emery 1915. Pheidole philippi ingår i släktet Pheidole och familjen myror. Inga underarter finns listade i Catalogue of Life.